# Depressione ligure

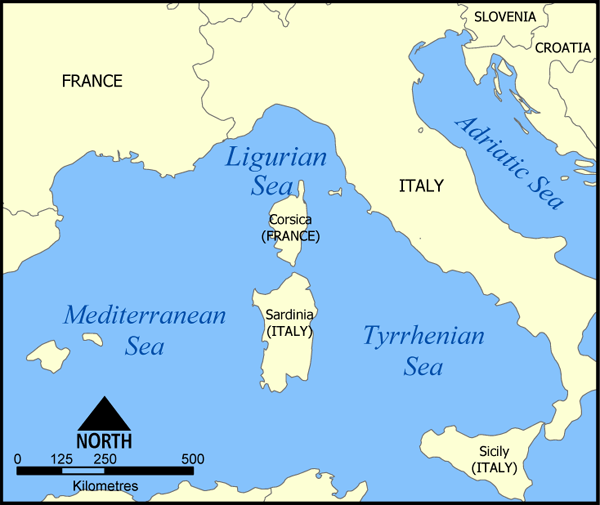
Il mar Ligure

La depressione ligure o depressione del golfo di Genova (detta anche, con un'espressione inglese, Genoa low) è una depressione mediterranea che si forma e tende a stazionare sul mar Ligure, dinanzi al golfo di Genova.

## Ciclogenesi

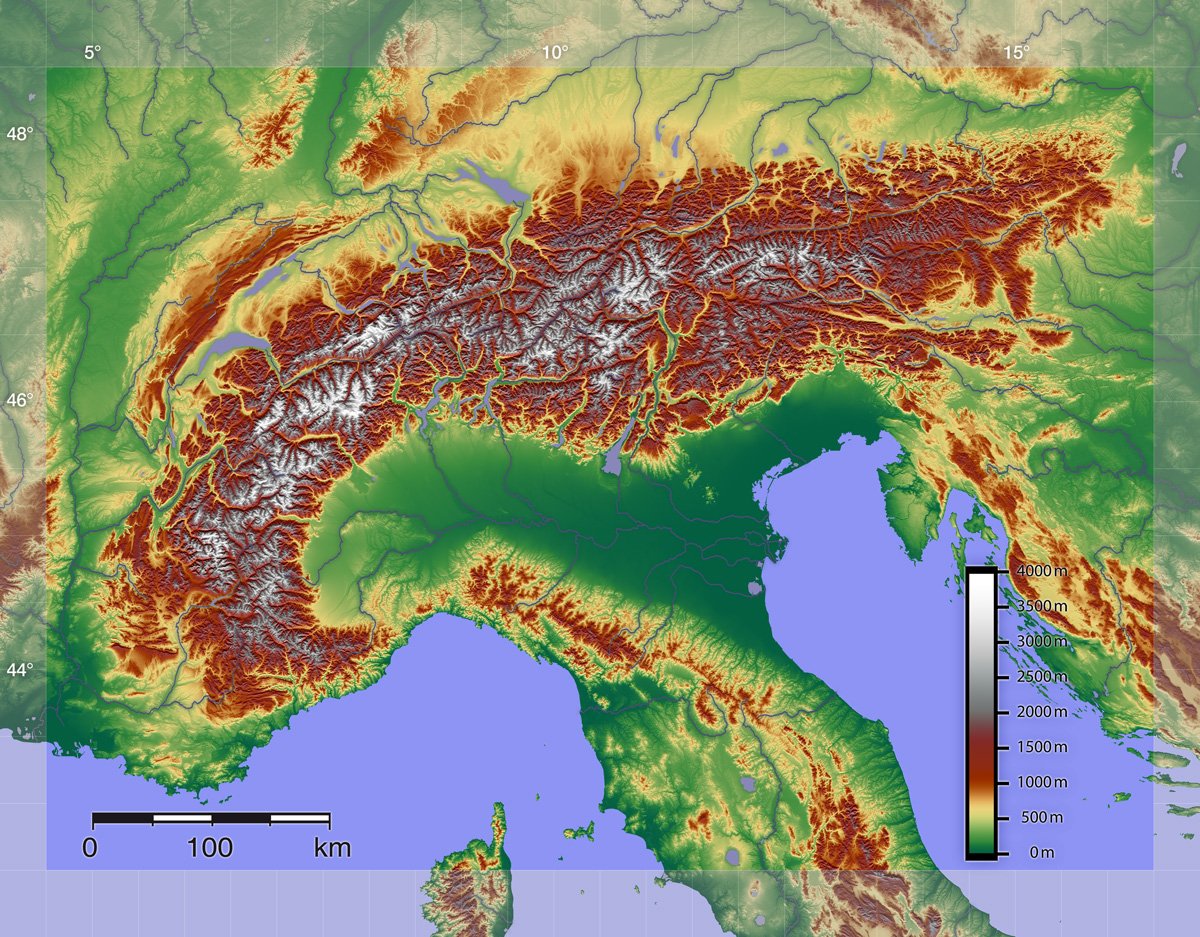
Mappa in rilievo delle Alpi europee

La bassa pressione si forma a seguito dell'ingresso nel Mar Mediterraneo di aria umida nord-atlantica o di aria artica marittima attraverso la cosiddetta Porta del Rodano. La massa d'aria proveniente da latitudini settentrionali scende verso sud, insinuandosi in territorio francese tra le Alpi e il Massiccio Centrale, attraverso la Valle del Rodano.
Giunta sulla costa sud-orientale della Francia, l'aria fredda e umida entra nel Mediterraneo, andando a impattare sulle alte montagne della Corsica nord-occidentale, che deviano la corrente verso nord-est, innescando la risposta di venti di libeccio freschi e umidi che risalgono fino al golfo ligure, dove impattano con la dorsale appenninica situata nelle immediate vicinanze del mare.
Una complessa interazione si instaura tra il contesto orografico della Liguria e il contrasto tra la massa d'aria fredda e umida e la più tiepida acqua del Mar Ligure; tale processo termina con la formazione di un'area di bassa pressione sul Mar Ligure, proprio in prossimità della città di Genova.

## Effetti sul clima
La depressione è apportatrice di precipitazioni, anche molto intense, sulla Liguria di levante (ma non su quella centrale e di ponente, che vengono a trovarsi sottovento rispetto al minimo di pressione) e sull'alta Toscana, per effetto stau che si genera lungo il versante meridionale dell'Appennino e ancor più contro le Alpi Apuane.
L'area di bassa pressione, nel suo lento movimento, può seguire una traiettoria da ovest verso est, andando poi ad interessare le regioni dell'alto versante adriatico, oppure, più spesso, spostarsi da nord-ovest verso sud-est scendendo lungo il Tirreno: in quest'ultimo caso, la struttura ciclonica raggiungerà la medesima area di formazione della depressione tirrenica, pur non essendo correlata a quest'ultima.